# Georg Riffelt
Georg Riffelt (scris și Gheorghe Riffelt; n. 6 ianuarie 1936, Târnăveni, Mureș, România – d. 1991) a fost un canotor român de etnie germană.

## Biografie
Sportivul a fost legitimat la C.C.A. (CSA Steaua București). De zece ori a devenit campion național. În 1958, împreună cu echipajul de 4 rame fără cârmaci — Ștefan Kurecska, Georg Riffelt, Iuliu Sehovitz, Carol Vereș — a luat medalia de argint la Campionatul European de la Poznań (Polonia) în urma bărcii Republicii Federale Germania. În anul următor a fost distins cu titlul de maestru al sportului.
De două ori a participat la Jocurile Olimpice. La ediția de la Roma (1960) perechea Ștefan Kurecska și Georg Riffelt nu au reușit să se califice în semifinală în proba de 2 rame fără cârmaci. Dar în proba de 2 rame cu cârmaci, împreună cu Mircea Roger, ei au intrat în finală unde s-a clasat pe locul 6. La Jocurile Olimpice din 1964 de la Tokio echipajul românesc — Georg Riffelt, Ionel Petrov, Oprea Păunescu — a ocupat locul 10.
În 1972, el a emigrat împreanua cu soția sa, Elke, și fiul, Helge, în Germania de Vest. Din 1973 ei au trăit în Mannheim. Profesurul de sport Georg Riffelt a antrenat canotorii de la Mannheimer Ruder-Club. A decedat în anul 1991 la vârsta de doar 55 de ani.